# مجدی تراوی
مجدی تراوی (انگلیسی: Mejdi Traoui؛ زادهٔ ۱۳ دسامبر ۱۹۸۳) بازیکن فوتبال اهل تونس است.
از باشگاه‌هایی که در آن بازی کرده‌است می‌توان به باشگاه فوتبال ستاره ساحلی، باشگاه فوتبال الوحده عربستان سعودی، باشگاه فوتبال الوحده امارات، باشگاه فوتبال اسپرانس تونس، و باشگاه فوتبال ردبول زالتسبورگ اشاره کرد.
وی همچنین در تیم ملی فوتبال تونس بازی کرده‌است.